# Wálter Hernández
Wálter Joel Castro Hernández (Puerto Cortés, 28 dicembre 1978) è un ex calciatore honduregno, di ruolo centrocampista.

## Caratteristiche tecniche
Centrocampista centrale, poteva essere impiegato anche come mediano o come esterno di centrocampo.

## Carriera

### Club
Ha giocato fino al 2001 nel Platense. Nel gennaio 2002 è passato in prestito al Puebla. Nell'estate 2002 è tornato al Platense. Nel 2004 si è trasferito al Real España. Nel 2006 è stato acquistato dall'Olimpia. Nell'estate 2007 è stato ceduto a titolo temporaneo all'Hispano. Nel 2011 è passato all'Atlético Choloma. Nel 2012 è stato acquistato dal Platense, squadra con cui ha concluso la propria carriera nel 2015.

### Nazionale
Ha debuttato in Nazionale il 20 novembre 2002, nell'amichevole Honduras-Colombia (1-0). Ha messo a segno la sua prima rete con la maglia della Nazionale il 27 aprile 2003, in Martinica-Honduras (2-4), siglando la rete del definitivo 2-4 al minuto 89. Ha partecipato, con la Nazionale, alla CONCACAF Gold Cup 2003. Ha collezionato in totale, con la maglia della Nazionale, 12 presenze e una rete.

## Palmarès

### Club

#### Competizioni nazionali
- Campionato honduregno di calcio: 5

Platense: 2000-2001
Olimpia: 2005-2006, 2007-2008, 2008-2009, 2009-2010